# Радбиль, Тимур Беньюминович
Тиму́р Бенью́минович Ра́дбиль (род. 20 ноября 1963, Дзержинск, Горьковская область, СССР) — российский филолог. Доктор филологических наук, профессор.

## История
Сын инженера-химика, доктора технических наук Беньюмина Александровича Радбиля (род. 1937).
В 1985 году окончил историко-филологический факультет Горьковского государственного университет по специальности «Русский язык и литература».
До 1989 года работал учителем русского языка и литературы в школах Нижнего Новгорода.
С 1989 по 2002 годах — ассистент, старший преподаватель, доцент кафедры русского языка Нижегородского государственного педагогического университета.
В 1998 году в Институте русского языка имени В. В. Виноградова РАН защитил диссертацию на соискание учёной степени кандидата филологических наук по теме «Общественно-политическая лексика в художественной прозе Андрея Платонова». Специальность 10.02.01 «Русский язык».
В 2002—2005 годах — докторант кафедры русского языка МПГУ.
С 2004 года — доцент, с 2007 года по 2018 год — профессор кафедры современного русского языка и общего языкознания филологического факультета ННГУ имени Н. И. Лобачевского.
В 2006 году в Московском педагогическом государственном университете защитил диссертацию на соискание учёной степени доктора филологических наук по теме «Языковые аномалии в художественном тексте». Специальность 10.02.01 «Русский язык».
В 2011 году присвоено учёное звание профессора.
С 2013 года — профессор кафедры прикладной лингвистики и межкультурной коммуникации НИУ ВШЭ (Нижегородский филиал).
В 2018 году основал кафедру теоретической и прикладной лингвистики в Институте филологии и журналистики ННГУ им. Н.И. Лобачевского, затем был избран её заведующим. 
В 2015 году Т.Б. Радбиль создал программу магистратуры «Прикладная филология» по направлению подготовки 45.04.01 Филология, а в 2018 году - программу «Лингвокриминалистика». 
Т.Б. Радбиль является автором онлайн-курса «Национальная ментальность в зеркале русского языка», доступного для широкого круга слушателей на сайте курсов ННГУ.
Автор более 90 научных работ. 

## Награды
Лауреат конкурса научных работ журнала «Русский язык в научном освещении» под эгидой ИРЯ имени В. В. Виноградова РАН за статью «Языковая аномальность в русской речи: к проблеме типологии» (2006).

## Научные труды

### Монографии
- Радбиль Т. Б. Язык и мир: парадоксы взаимоотражения. - М.: Издат. дом ЯСК, 2017. - 592 с. - (Язык. Семиотика. Культура).
- Радбиль Т. Б. Мифология языка Андрея Платонова: Монография. — Н. Новгород : Изд-во НГПУ, 1998. — 116 с.
- Радбиль Т. Б. Языковые аномалии в художественном тексте: Андрей Платонов и другие: Монография. — М.:МПГУ, 2006. — 320 с.
- Радбиль Т. Б. Языковые аномалии в художественном тексте: Андрей Платонов и другие: Монография. — М.: Флинта, 2012. — 322 с.
- Радбиль Т. Б. Языковые аномалии в художественном тексте: Андрей Платонов и другие: Монография. — LAP Lambert Academic Publishing GmbH & Co. KG, Saarbrucken, Germany, 2012. — 496 с. ISBN 978-3-659-16161-2.

### Учебные пособия
- Радбиль Т. Б. Общее языкознание (Основные термины и понятия). — Н. Новгород, 2006.
- Радбиль Т. Б. Современные проблемы филологии. Часть I: «Человек и его язык. Этнолингвистика. Лингвокультурология» (Основные термины и понятия). — Н. Новгород, 2006.
- Радбиль Т. Б. Современные проблемы филологии. Часть II: «Когнитивные исследования. Язык как деятельность. Текст в современном гуманитарном знании» (Основные термины и понятия). — Н. Новгород, 2006.
- Радбиль Т. Б. История и методология языкознания (Основные термины и понятия). — Н. Новгород, 2006.
- Радбиль Т. Б. Человеческий фактор в языке: лингвистическая прагматика и теория речевых актов (Основные термины и понятия). — Н. Новгород, 2006.
- Радбиль Т. Б. Основы изучения языкового менталитета: учеб. пособие. — М.: Флинта: Наука, 2010. — 328 с.
- Радбиль Т. Б. Когнитивистика: учебное пособие. –– Нижний Новгород: Изд-во Нижегородского госуниверситета, 2018.

### Статьи
- Радбиль Т. Б. Норма и аномалия в парадигме «реальность текст» // Филологические науки. — 2005. — № 1. — С. 53-63.
- Радбиль Т. Б. «Аномалии говорящего» и «аномалии адресата» в поле диалогического взаимодействия // Логический анализ языка. Моно-, диа-, полилог в разных языках и культурах / Отв. ред. Н. Д. Арутюнова. — М.: Изд-во «Индрик», 2010. — С. 343—354.
- Радбиль Т. Б. Культурные коннотации русских слов как фактор расхождения межъязыковой эквивалентности // Русский язык: исторические судьбы и современность: IV Международный конгресс исследователей русского языка (Москва, МГУ им. М. В. Ломоносова, филологический факультет, 20—23 марта 2010 г.): Труды и материалы / Составители: М. Л. Ремнева, А. А. Поликарпов. — М.: Изд-во Моск. ун-та, 2010. — С. 547—548.
- Радбиль Т. Б. Идиоэтнический компонент в языковой концептуализации мира // Язык — когниция — коммуникация: Тезисы докл. Междунар. науч. конф., Минск, 3—6 ноября 2010 г. / редкол.: З. А. Харитончик (отв. ред.) [и др.] — Минск: МГЛУ, 2010. — С. 78 — 79.
- Радбиль Т. Б. Основы изучения русского языкового менталитета // Русский язык и литература во времени и пространстве: XII Конгресс МАПРЯЛ / Под ред. Вербицкой Л. А., Лю Лиминя, Юркова Е. Е.: Т. I. — Шанхай: Изд-во Шанхайского ун-та ин. яз., 2011. — С. 216—222.
- Радбиль Т. Б. Особенности языковой экспликации аксиосферы в русском национальном менталитете // Язык, ментальность, текст в современной русистике: Тезисы I Международной научно-практической конференции, Гранадский университет, 28.06.2011 — 01.07.2011. — Granada, España: Universidad de Granada, 2011. — С. 55 — 56.
- Радбиль Т. Б. Особенности языковой экспликации аксиосферы в русском национальном менталитете // Lengua Rusa, Vision Del Mundo у Texto. Russian Language, World View and Text: Материалы I Международной научно-практической конференции / Quero Gervilla, E.F., Barros Garcia, B., Kopylova, T.R., Vercher Garcia, E.J., Kharnasova, G.M. (eds.). — Granada: Seccion Departamental de Filologia Eslava / Universidad de Granada, 2011. — С. 286—291. ISBN 978-84-615-1702-2
- Радбиль Т. Б. «Семантика говорящего» и семантика высказывания: к проблеме аномального смыслопорождения // «И нежный вкус родимой речи…»: сборник научных трудов, посвященный юбилею докт. филол. наук, проф. Л. А. Климковой / отв. ред. Е. Ю. Любова; АГПИ им. А. П. Гайдара. — Арзамас: АГПИ, 2011. — С. 403—407.
- Радбиль Т. Б. Будущее как факт и будущее как модальность в парадигме "реальность"текст" (недоступная ссылка) // Логический анализ языка. Лингвофутуризм. Взгляд языка в будущее / Отв. ред. Н. Д. Арутюнова. — М.: Изд-во «Индрик», 2011. — С. 254—262
- Радбиль Т. Б. «Не» как «оператор неотрицания» в лингвоспецифичных интенсиональных контекстах // Функциональная семантика и семиотика знаковых систем Ч. I: Сборник научных статей / Сост.: В. Н. Денисенко, О. И. Валентинова, Е. А. Красина, М. Л. Новикова, Н. В. Перфильева, С. Ю. Преображенский. — М.: РУДН, 2011. — С. 96 — 102
- Радбиль Т. Б. О концепции изучения русского языкового менталитета // Русский язык в школе. — 2011. — № 3. — С. 54-60.
- Радбиль Т. Б. «Язык ценностей» в современной русской речи и пути его исчисления (недоступная ссылка) // Вестник Нижегородского университета им. Н. И. Лобачевского. Серия «Филология». № 6. Часть 2. — Нижний Новгород: Изд-во ННГУ им. Н. И. Лобачевского, 2011. — С. 569—573.
- Радбиль Т. Б. Асимметрия утверждения и отрицания как особенность русской языковой картины мира (недоступная ссылка) // Слов’янський збірник: Збірник наукових праць. — Киев: Видавничий дім Дмитра Бураго, 2012. — Вип. 17. — Ч. 2. — 600 с. — С. 179—184.
- Радбиль Т. Б. «Ум» vs. «разум» в национальной концептосфере: опыт «лингвистической археологии» (недоступная ссылка) // Творцы и герои. Источники и исследования по нижегородской истории / сост. О. С. Аржанова, А. А. Кузнецов, А. В. Морохин. — Нижний Новгород: Комитет по делам архивов Нижегородской области, 2012. — 256 с. — С. 122—134.
- Радбиль Т. Б. Переводимость как феномен межъязыкового взаимодействия (недоступная ссылка) // Логический анализ языка. Перевод художественных текстов в разные эпохи / Отв. ред. Н. Д. Арутюнова. — М.: Изд-во «Индрик», 2012. — С. 7 — 18
- Радбиль Т. Б. Метаязыковой комментарий как средство манипуляции адресатом (недоступная ссылка) // Логический анализ языка. Адресация дискурса / Отв. ред. Н. Д. Арутюнова. — М.: Изд-во «Индрик», 2012. — С. 411—423
- Радбиль Т. Б., Юматов В. А. Заключение специалиста // Законность и правопорядок: сборник научно-практических статей. Выпуск 3. — Нижний Новгород: Нижегородский государственный университет им. Н. И. Лобачевского, 2012. — 141 с. — С. 105—107.
- Радбиль Т. Б., Юматов В. А. О некоторых русских отрицательных конструкциях в национально-специфичных речевых стратегиях // Аспирант. Докторант. Гуманитарно-социальные исследования. — 2012. — № 1 (2). — С. 65-69.
- Радбиль Т. Б. О национально-культурном компоненте семантики слова // Русский язык: функционирование и развитие (к 85-летию со дня рождения заслуженного деятеля науки Российской Федерации профессора Виталия Михайловича Маркова): Материалы Международной конференции (Казань, 18-21 апреля 2012 г.) / Казан. Ун-т; Институт филологии и искусств; Каф. ист. рус. яз. и слав. языкозн.; Под общ. ред. Л. Р. Абдулхаковой, Д. Р. Копосова. — Казань: Казан. Ун-т, 2012. — Т. 2. — С. 191—198.
- Радбиль Т. Б. «Языковое сопротивление» новым ценностям в современной русской речи // Славянские языки и культуры в современном мире: II Международный научный симпозиум (Москва, МГУ им. М. В. Ломоносова, филологический факультет, 21-24 марта 2012 г.): Труды и материалы / Составители: О. В. Дедова, Л. М. Захаров, К. В. Лифанов: Под общим руководством М. Л. Ремневой. — М.: Издательство Московского университета, 2012. — С. 340—341.
- Радбиль Т. Б. Модальные операторы со значением истинности в национально-специфичных моделях организации дискурса // Русский язык как государственный язык Российской Федерации в условиях полиэтнического и поликультурного региона: материалы межрегион.науч.конф., г. Саранск, 22-24 мая 2013 г./ сост.: Э. Н. Акимова; ГБОУ ВПО «Мордовский гос. ун-т им. Н. И. Огарева», филологич. фак-т; оргком.: М. В. Мосин (сопред.) [и др.] — М. — Саранск: ПРО100 Медиа, 2013. — 268 с. — С. 14-17. ISBN 978-5-906011-02-2
- Радбиль Т. Б., Юматов В. А. Возможности и перспективы применения теории речевых актов в лингвистической экспертизе (недоступная ссылка) // Вестник Нижегородского университета им. Н. И. Лобачевского. № 1-1. — Нижний Новгород: Изд-во ННГУ, 2013. — С. 286—290.
- Радбиль Т. Б. Метаязыковой комментарий в хорошем смысле слова в русской речи // Русский язык в школе. — 2013. — № 8. — С. 67-72. ISSN 0131-6141

### Рецензии
- Радбиль Т. Б. Рец. на книгу: Высоцкая И. В. Субстантивация в свете теории синхронной переходности: монография. — Новосибирск: НГПУ, 2009.—192 с. // Вопросы филологии. — 2011. — № 1 (137). — С. 139-14.